# Timeless (album de Sergio Mendes)
Pour les articles homonymes, voir Timeless.
Timeless est un album de Sergio Mendes sorti en 2006.

## Musiciens
Sergio Mendes :	Acoustic piano & rhodes, vocals	
- will.i.am : Drum programming, bass, vocals
- Black Eyed Peas : Rap
- Gracinha Leporace: Vocals
- Debi Nova: Vocals
- Jorge Kleber: Acoustic guitar
- Mike Shapiro: Percussions
- Meia Noite: Percussions
- Chuck Prada: Congas

## Morceaux
1. : « Mas que Nada » feat. The Black Eyed Peas (Jorge Ben) (04:23)
2. : « That heat » feat. Erykah Badu (Will Adams-Henry Mancini-Norman Gimbel) (04:13)
3. : « Berimbau/Consolacao » feat. Stevie Wonder & Gracinha Leporace (Vinicius de Moraes-Baden Powell) (04:22)
4. : « The frog » feat. Q-Tip & will.i.am (João Donato) (03:50)
5. : « Let me » feat. Jill Scott & will.i.am (Baden Powell-Norman Gimbel) (04:14)
6. : « Bananeira » feat. Mr Vegas (João Donato-Gilberto Gil) (03:12)
7. : « Surfboard » feat. will.i.am (Antonio Carlos Jobim) (4:31)
8. : « Please baby don't » feat. John Legend (John Legend) (4:09)
9. : « Samba da Bencao » feat. Marcelo D2 (Vinicius de Moraes-Baden Powel) (4:39)
10. : « Timeless » feat. India Arie (Sergio Mendes-Printz Board-India Aria Simpson) (3:53)
11. : « Loose ends » feat. Justin Timberlake (Justin Timberlake-Will Adams-Troy Jamerson-Sergio Mendes-Alan & Marilyn Bergman) (5:33)
12. : « Fo'-hop » feat. Guinga and Marcelo D2 (Guinga-Mauro Aguiar) (3:14)
13. : « Lamento » feat. Maogani Quartet (Antonio Carlos Jobim-Vinicius de Moraes) (3:21)
14. : « E menina » (Hey Girl) (João Donato-Gutemberg Guarabyra) (3:31)
15. : « Yes, yes y'all » feat. Black Tought of The Roots (Will Adams-Charles Stewart-Tariq Trotter-Ben Tucker-Bob Dorough) (5:10)